# Harald Berg
Harald Johan Berg, detto Dutte (Bodø, 9 novembre 1941), è un ex calciatore norvegese, di ruolo centrocampista.

## Biografia
Harald Berg è il padre di Ørjan, Runar e Arild Berg, entrambi calciatori della nazionale norvegese. È il fratello di Knut Berg.
Il suo soprannome è Dutte.

## Carriera

### Giocatore

#### Club
Berg fu un importante calciatore del Bodø/Glimt dei tardi anni cinquanta, nei primi anni sessanta e nuovamente negli anni settanta. Giocò anche per il Lyn, contribuendo alla vittoria del campionato nel 1968 e delle coppe nazionali nel 1967 e nel 1968; quest'ultimo trofeo lo sollevò anche con la maglia del Bodø/Glimt nel 1975. Proprio con il Lyn, partecipò alla Coppa delle Coppe 1968-1969 e arrivò fino ai quarti di finale della competizione, ma il club norvegese fu poi estromesso dal Barcellona: il Lyn dovette giocare sia la gara di andata che quella di ritorno in Spagna, a causa dell'inverno norvegese.
In seguito, Berg giocò nei Paesi Bassi con l'ADO Den Haag, rimanendo in squadra per tre stagioni.
Nel 1974, tornò nel club in cui cominciò la carriera: il Bodø/Glimt. Ebbe un ruolo importante nel centrocampo della squadra e giocò l'ultimo incontro nella massima divisione norvegese nel 1980, anno in cui il Bodø/Glimt retrocesse. Giocò anche nel 1981, per poi annunciare il ritiro dal calcio giocato all'età di 41 anni.

#### Nazionale
Berg giocò 43 partite per la Norvegia, segnando 12 reti. Debuttò il 1º luglio 1964, nella vittoria per tre a due sulla Svizzera. Il 20 agosto dello stesso anno segnò la prima rete, contribuendo al successo per due a zero sulla Finlandia.

### Allenatore
Nel 1983, diventò allenatore del Bodø/Glimt.

## Palmarès

### Giocatore

#### Club

##### Competizioni nazionali
- Campionato norvegese: 1

Lyn: 1968
- Coppa di Norvegia: 3

Lyn: 1967, 1968
Bodø/Glimt: 1975

#### Individuale
- Capocannoniere della 1. divisjon: 1

1965